# Бабуняк Ірина Ілярівна
Ірина Іля́рівна Бабуня́к (псевдо: «Ніна»; нар. 28 вересня 1922, с. Вербів, нині Тернопільський район, Тернопільська область — пом. 6 травня 1945, с. Більче-Золоте, нині Тернопільський район, Тернопільська область) – українська військовичка, учасниця національно-визвольних змагань, лицарка Бронзового хреста заслуги УПА.

## Життєпис
Народилась у родині Ілярія Бабуняка, брат Ярослав Бабуняк.
Навчалася в початковій школі у родинному селі, Бережанській гімназії (1934–1939). Членкиня Марійської дружини, Юнацтва ОУН, згодом — ОУНР.
У 1940 закінчила середню школу у місті Бережанах і вступила на лікувальний факультет Львівського медичного інституту (нині національний медичний університет). 1944 перейшла у підпілля в Український Червоний Хрест.
Закінчила курси підвищення кваліфікації студентів-медиків на хуторі Морги поблизу Сільця (нині Підгаєцького району) і скерована окружною медичною референткою на постій у Чортківську округу. 1945 зі соратницею (псевдо — «Леся») потрапила в засідку загону НКДБ; поранена і замучена.
Похована у селі Більче-Золоте. Перепохована 1997 року на цвинтарі Теребовлі.

## Нагороди
- Згідно з Наказом Головного військового штабу УПА ч. 2/46 від 10.10.1946 р. співробітниця Українського Червоного Хреста на Чортківщині Ірина Бабуняк – «Ніна» нагороджена Бронзовим хрестом заслуги УПА.

## Вшанування пам'яті
- 19.11.2017 р. від імені Координаційної ради з вшанування пам’яті нагороджених Лицарів ОУН і УПА у м. Бережани Тернопільської обл. Бронзовий хрест заслуги УПА (№ 024) переданий на зберігання в Музей родини Бабуняків у с. Вербів Бережанського р-ну Тернопільської обл.